# Étrange Séduction
Pour plus de détails, voir Fiche technique et Distribution.
Étrange Séduction (The Comfort of Strangers) est un film américano-italo-britannique réalisé par Paul Schrader et sorti en 1990. Il s'agit d'une adaptation du roman Un bonheur de rencontre de Ian McEwan.

## Synopsis
En vacances à Venise pour la seconde fois de leur vie, de jeunes Anglais, Mary et Colin, font sereinement du tourisme jusqu'au soir où ils se perdent dans une rue déserte. Robert, un étrange inconnu vêtu de blanc, les guide vers un bar discret et commence à leur raconter l'histoire de sa famille.

## Fiche technique
Sauf indication contraire, les informations mentionnées dans cette section peuvent être confirmées par la base de données cinématographiques IMDb,  présente dans la section « Liens externes ».
- Titre français : Étrange Séduction
- Titre original : The Comfort of Strangers
- Réalisation : Paul Schrader
- Scénario : Harold Pinter, d'après le roman Un bonheur de rencontre de Ian McEwan
- Musique : Angelo Badalamenti
- Photographie : Dante Spinotti
- Affiche : Bob Peak
- Montage : Bill Pankow
- Décors : Gianni Quaranta
- Costumes : Giorgio Armani
- Production : Mario Cotone, Linda Reisman, Angelo Rizzoli Jr. et John Thompson
- Sociétés de production : Erre Produzioni, The Rank Organisation, Reteitalia et Sovereign Pictures
- Distribution : Skouras Pictures (États-Unis), Les Films Ariane (France), Penta Distribuzione (Italie)
- Pays de production :  États-Unis,  Italie,  Royaume-Uni
- Format : Couleurs - 1,85:1 - Stéréo - 35 mm
- Genre : Drame et thriller
- Durée : 107 minutes
- Dates de sortie :
  - France : 21 mai 1990 (festival de Cannes)
  - Royaume-Uni : 30 novembre 1990
  - France : 13 mars 1991
  - États-Unis : avril 1991

## Distribution
- Christopher Walken (V.F. : Yves-Marie Maurin) : Robert
- Rupert Everett (V.F. : Emmanuel Jacomy) : Colin Mayhew
- Natasha Richardson (V.F. : Micky Sébastian) : Mary
- Helen Mirren (V.F. : Sylvie Moreau) : Caroline
- Manfredi Aliquo (V.F. : Mario Santini) : le concierge
- David Ford : un serveur
- Daniel Franco : un serveur
- Rossana Canghiari : l'employée de l'hôtel
- Fabrizio Castellani : le gérant du bar
- Mario Cotone : le détective
- Giancarlo Previati : le premier policier
- Antonio Serrano : le second policier

## Production
Le tournage a lieu à Londres, Rome et Venise (notamment le Palazzo Loredan dell'Ambasciatore).

## Bande originale
- Amorevole, composé par Nicola Arigliano
- Accarezzame, composé par Teddy Reno
- Per un bacio d'amor, composé par Corrado Lojacono
- Cantando con le lacrime agli occhi, composé par Betty Curtis

## Distinctions
- Prix de la meilleure actrice pour Natasha Richardson, lors des Evening Standard British Film Awards en 1991.